# Константінос Стефанопулос
Константинос Стефанопулос (грец. Κωνσταντίνος Στεφανόπουλος; 15 серпня 1926, Патри — 20 листопада 2016, Афіни) — грецький юрист, політик, президент Греції (1995—2005).

## Біографія
Константинос Стефанопулос народився у місті Патри 15 серпня 1926 року. Його батько був юристом. У молодості Констинтинос займався спортом, зокрема плаванням і водним поло, перш ніж почати кар'єру адвоката. В 1954 закінчив юридичний факультет в Афінському університеті і до 1974 року працював за фахом, як член Адвокатського товариства міста Патри.
Вперше, в 1958, взяв участь на виборах, що відбулися в партії Народного радикального об'єднання (грец. Εθνική Ριζοσπαστική Ένωση) і вперше в 1964 був обраний членом парламенту як представник Ахейській префектури. У 1974, 1977, 1981 і 1985 було переобрано членом парламенту від партії Нова демократія (грец. Νέα Δημοκρατία «Ν.Δ.»).
З 1981 по 1985 виконував посаду голови та представника парламенту. У 1974 під час правління уряду національної єдності Константінос Караманліс був призначений заступником міністра комерції.
В наступні сім років він брав участь в уряді Нової демократії як міністр внутрішніх справ Греції (з листопада 1974 по вересень 1976), міністр соціального страхування (з вересня 1976 по листопад 1977) і міністр без портфеля (1977–1981). У серпні 1985 року Константінос Стефанопулос претендував на керівництво партії Нової демократії, але без успіху. Після цієї невдачі він залишає партію Нової демократії та 6 вересня того самого року створює свою партію під назвою Демократичне оновлення (грец. Δημοκρατική Ανανέωση «ΔΗ.ΑΝΑ.»).
В 1989 він був обраний членом Грецького парламенту як представник Афінської префектури. У той же самий період і до 1994 року він перебував президентом партії Демократичне оновлення, до того часу поки вона не розпалася.
Під час президентських виборів, в 1995, партія Політична весна (грец. Πολιτική Άνοιξη «ΠΟΛΑΝ») висунула кандидатуру Константіноса Стефанопулоса і з її підтримкою і з підтримкою партії Всегрецького соціалістичного руху (грец. Πανελλήνιο Σοσιαλιστικό Κίνημα «ΠΑΣΟΚ») його обрали 8 березня 1995 року, президентом Греції.
Він був обраний, зібравши 151 голосів, п'ятим президентом Греції після реставрації демократичного уряду (1974). Константінос Стефанопулос замінив на посаді попередника Константіноса Караманліса 10 березня 1995 року. Він був офіційно переобраний на другий термін до 2005 року, його наступником було обрано Каролоса Папульяса.
У 2016 році Константінос Стефанопулос був госпіталізований та помер від «ускладненої пневмонії». Йому було 90 років.
Під час свого правління він придбав світову популярність, хоча і утримувався суворого і видержаного профілю. Він вважається одним з найшанованіших і найулюбленіших президентів Греції. Ім'я його навіть сьогодні оточено повагою і престижністю. Стефанопулос отримав безліч почесних звань і нагород, як і своєї країни, а також зарубіжних країн. Був почесним громадянином багатьох міст у Греції.

## Президент і Україна
У грудні 1997 році Константінос Стефанопулос відвідав Україну. Зокрема завітав до Маріупольського гуманітарного університету. Ректор ВУЗа Константин Балабанов вручив Константіносу Стефанопулосу диплом Почесного професора МДІ № 1.  [Архівовано 20 грудня 2016 у Wayback Machine.]